# Raimundo Fernández Villaverde

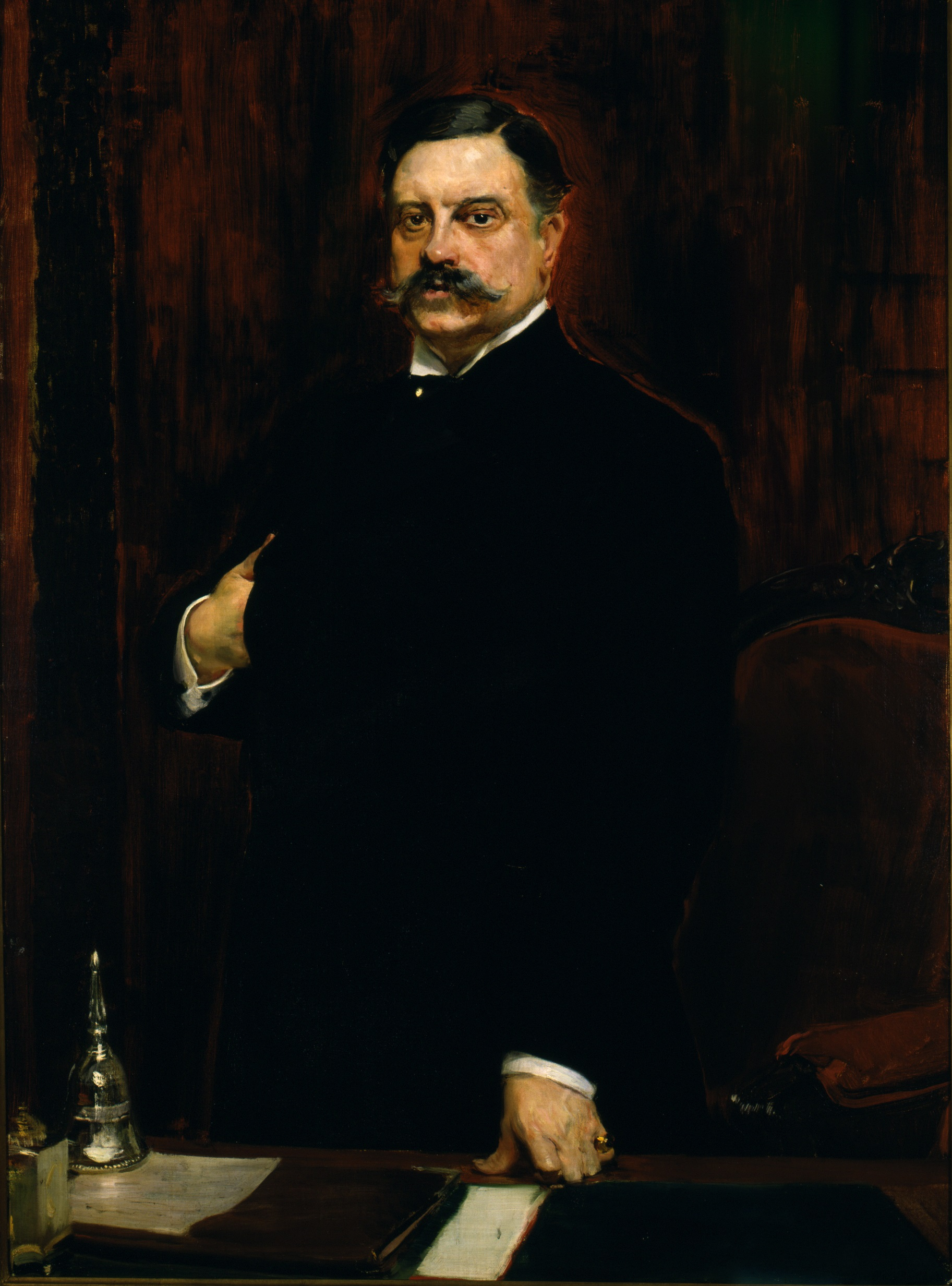
Raimundo Fernández Villaverde

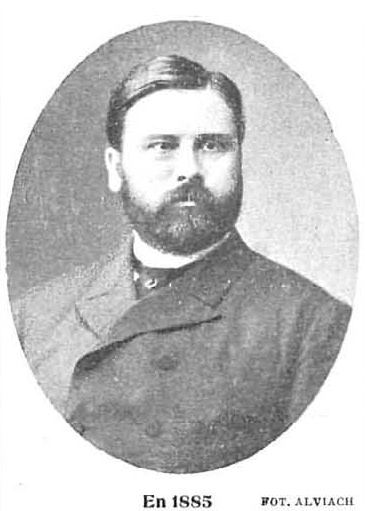
Fernández Villaverde vers 1885, fotografia d'Alviach.

Raimundo Fernández Villaverde y García del Rivero. (* Madrid, 20 de gener de 1848- † Madrid, 15 de juliol de 1905) fou un polític espanyol que va ser president del Consell de ministres durant el regnat d'Alfons XIII i ministre de Governació, de Gràcia i Justícia, d'Hisenda, i d'Ultramar en diferents governs formats durant el regnat d'Alfons XII, la regència de Maria Cristina d'Habsburg-Lorena i el regnat d'Alfons XIII.

## Biografia
Nascut el 20 de gener de 1848 a Madrid, era fill de Pedro María Fernández Villaverde y González del Valle i d'Hermógenes García-Rivero y Álvarez de Jove, germana de l'empresari instal·lat a Mèxic Valentín Rivero. Va estudiar batxillerat a l'Institut de San Isidro i posteriorment Dret a la Universitat Central de Madrid on a l'edat de 21 anys es va llicenciar, especialitzant-se en Dret mercantil i Hisenda pública. Després d'arribar al grau de doctor, en fou nomenat professor supernumerari. Adscrit al Partit Conservador, assolí l'acta de diputat pel districte de Ponte Caldelas, pertanyent a la circumscripció de Pontevedra, a les eleccions celebrades el 15 de setembre de 1872, en les quals Serrano va resultar escollit President del Consell de Ministres. A les successives eleccions celebrades fins a 1903 tornaria a obtenir escó de diputat per Pontevedra.
L'any 1877 va ser nomenat director general d'Administració local i a l'any següent de la Intervenció General de l'Administració de l'Estat. El 22 de març de 1880 va ser nomenat subsecretari amb Fernando Cos-Gayón com a titular d'Hisenda, càrrec en el qual va cessar el 10 de febrer de 1881, després de l'arribada al govern de Sagasta. El 31 de març de 1884 va ser nomenat governador civil de Madrid. L'11 de juliol de 1885 va ser nomenat Ministre de Governació en un govern de Cánovas després de la seva polèmica actuació davant la negativa dels comerciants a complir les mesures decretades pel govern per a respondre a l'epidèmia de còlera existent en la ciutat. Abandonaria el ministeri el 25 de novembre de 1885, quan després de la defunció d'Alfons XII, Antonio Cánovas del Castillo va cedir el govern a Sagasta.
L'any 1888 va ser nomenat membre de la Reial Acadèmia de Ciències Morals i Polítiques, llegint un discurs titulat Consideraciones histórico-críticas sobre el sufragio universal como órgano de la representación política en las sociedades modernas. Després del retorn al juliol de 1890 dels conservadors al govern, Fernández Villaverde va ser nomenat Ministre de Gràcia i Justícia. Com membre de la facció silvelista del Partit Conservador, va dimitir, igual que Dato, quan es va produir l'enfrontament entre Romero i Silvela.
Entre el 25 de juny de 1892 i el 30 de novembre de 1892, va ocupar per segona vegada la cartera de Governació, també en un govern Cánovas.
El 15 de desembre de 1898 va ser escollit membre de la Reial Acadèmia de la Llengua. No obstant això, no va poder prendre possessió fins al 23 de novembre de 1902 amb un discurs sobre la poesia espanyola del segle xv. Com a conseqüència de tot això, Fernández Villaverde no tornaria a ocupar càrrecs rellevants fins a 1899, una vegada Cánovas del Castillo va haver mort i Silvela arribat al lideratge del Partit Conservador, que breument es va denominar Unió Conservadora.
En la formació del primer Govern després de la pau estatunidenca, el 4 de maig de 1899, Fernández Villaverde va ocupar la cartera d'Hisenda sota la presidència de Silvela. El 17 de juny d'aquest any va presentar la llei de pressupostos de l'exercici 1899-1900. Al setembre d'aquest any va ser votat President del Congrés i substituït a Hisenda per Manuel Allendesalazar. El 6 de desembre de 1902 tornaren els conservadors al poder amb Silvela de president i Fernández Villaverde com a Ministre d'Hisenda. No obstant això, divergències entorn de la reconstrucció de l'esquadra i el seu efecte sobre l'equilibri pressupostari van motivar la seva dimissió i posterior substitució per Faustino Rodríguez-San Pedro.
Després de les eleccions de maig de 1903, va tornar Fernández Villaverde a la presidència del Congrés dels Diputats. No obstant això, la seva permanència en aquest lloc seria efímera doncs després de la dimissió de Silvela, el 18 de juliol de 1903, seria nomenat President del Govern amb Augusto González-Besada y Mein ocupant la cartera d'Hisenda. La seva situació era força complicada, car a l'oposició dels liberals caldria afegir l'ordida clandestinament per Silvela, Maura i llurs adeptes. Davant aquesta situació va resoldre dimitir sent substituït en la Presidència del Govern per Maura. Tornaria a ocupar la Presidència del Govern el 27 de gener de 1905, amb Carlos Cortezo com a Ministre d'Instrucció Pública. No obstant això, l'oposició al govern de la majoria dels diputats del seu partit li va obligar a mantenir les Corts tancades. La reobertura d'aquestes i les derrotes en el Senat, el 17 de juny, i en el Congrés, el dia 20 de juny precipitarien la seva dimissió el 21 de juny de 1905.
Tot just un mes després moriria a Madrid, el 15 de juliol de 1905.

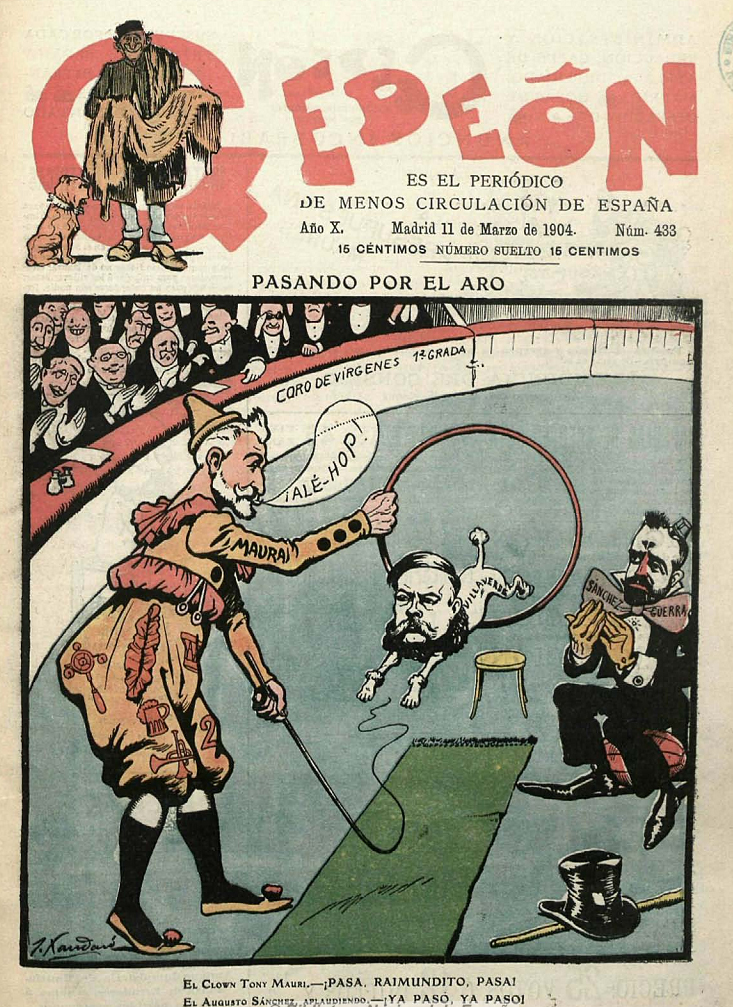
Caricatura d'Antoni Maura i Fernández Villaverde; ambdós mantingueren una pugna pel lideratge del partit conservador.

## Descendència
Va tenir 7 fills del seu matrimoni amb Ángela Roca de Togores y Aguirre-Solarte, marquesa de Pozo Rubio: Raimundo, Pedro, Mercedes, Ángela, María del Carmen, Isabel i José.